# Renae Jacobs
Renae Jacobs (Chicago, 1 februari 1957) is een Amerikaans stemactrice.
Als kind was ze al geïnteresseerd in theater en zeer actief op het toneel. Een van de leraren van de highschool waarop zij zat, was betrokken bij een attractiepark waar men een poppenvoorstelling aan het opzetten was. Toen hij op de afdeling drama op zoek was naar leerlingen die de stemmen voor de show zouden kunnen inspreken, ontdekte hij dat Renae Jacobs elke stem kon produceren die hij haar vroeg te doen. Ze verleende haar medewerking aan de voorstelling en haar liefde voor stemacteren was geboren. Aangezien Jacobs door haar lengte van 1,47 meter telkens dezelfde soort rollen kreeg toebedeeld, vond ze het heerlijk om de meest uiteenlopende personages te kunnen spelen door enkel haar stem te gebruiken.
Het bekendste personage dat Jacobs van een stem heeft voorzien is April O'Neil. Castingdirector Stu Rosen had legio actrices auditie laten doen voor de rol, maar hun stem was telkens niet waarnaar de makers op zoek waren. Uiteindelijk liet hij Renae Jacobs komen met de vermelding dat hij haar persoonlijk niet geschikt achtte voor de rol. De makers dachten daar anders over en Jacobs is als April O'Neil te horen in bijna 200 afleveringen van de eerste animatieserie van de Teenage Mutant Ninja Turtles, waarin ze ook de dialogen verzorgde van bijvoorbeeld Lotus Blossom en Mona Lisa.
Andere tekenfilmseries waarvoor Renae Jacobs personages van een stem voorzag zijn onder meer It's Punky Brewster!, My Little Pony, Moon Dreamers en The Adventures of Don Coyote and Sancho Panda.